# PDP-10

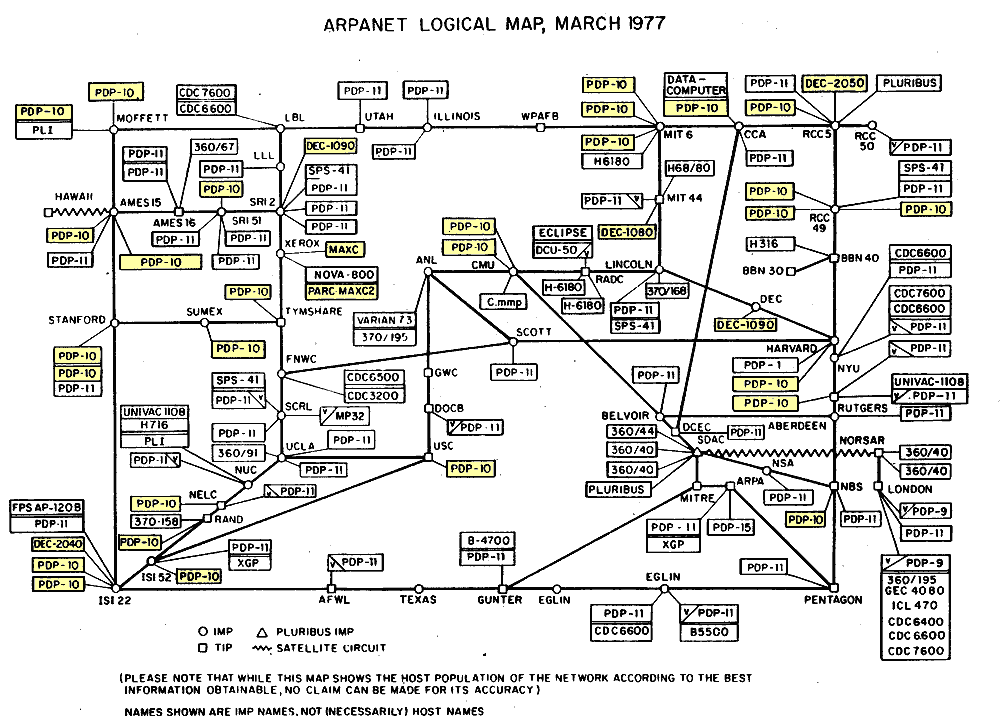
Sistemele PDP-10 din ARPANET evidențiate cu galben

PDP-10, produs de Digital Equipment Corporation (DEC) și comercializat ulterior ca DECsystem-10, este un calculator mainframe fabricat începând cu 1966. Familia de calculatoare PDP-10 a fost întreruptă în 1983. Modelele din anii 1970 și nu numai au fost comercializate sub numele DECsystem-10, mai ales că sistemul de operare TOPS-10⁠(d) era utilizat pe scară largă în aceea perioadă.
Arhitectura PDP-10 era aproape identică cu cea a lui PDP-6⁠(d), împărțind aceeași lungime a cuvântului pe 36 de biți și extinzând ușor setul de instrucțiuni (dar cu implementare hardware îmbunătățită). Unele aspecte ale setului de instrucțiuni sunt neobișnuite, în special instrucțiunile byte, care operează pe câmpuri de biți de orice dimensiune de la 1 la 36 de biți inclusiv, conform definiției generale a unui octet ca o secvență adiacentă a unui număr fix de biți.
PDP-10 a fost introdus în multe centre de calcul universitare și laboratoare de cercetare în anii 1970, cele mai notabile fiind Laboratorul de calcul Aiken de la Universitatea Harvard, Laboratorul AI al MIT și Proiectul MAC, SAIL⁠(d) de la Stanford, Computer Center Corporation⁠(d) (CCC), ETH (ZIR) și Universitatea Carnegie Mellon. Principalele sale sisteme de operare, TOPS-10 și TENEX, au fost folosite pentru a construi proiectul ARPANET timpuriu. Din aceste motive, PDP-10 este foarte important în folclorul hackerilor timpurii.
Proiectele de extindere a liniei PDP-10 au fost eclipsate de succesul super-minicomputerului VAX⁠(d) de la DEC (fără nicio legătură cu PDP-10), iar anularea liniei de producție a PDP-10 a fost anunțată în 1983. Până la sfârșitul anului 1980, DEC s-a vândut în „aproximativ 1500 [de unități] DECsystem-10”. 